# Olenecamptus nubilus
Olenecamptus nubilus es una especie de escarabajo longicornio del género Olenecamptus, categorizada en la tribu Dorcaschematini, de la subfamilia Lamiinae. Fue descrita por Jordan en 1904.

## Descripción
Mide 11-21 mm de longitud.

## Distribución
Se distribuye por Kenia, Uganda y Tanzania.